# Józef Bularz
Józef Bularz (ur. 4 lutego 1922 w Kaniowie, zm. 29 stycznia 1957 w Bystrej) – uczestnik II wojny światowej (Gwardia Ludowa-Armia Ludowa), funkcjonariusz aparatu bezpieczeństwa PRL.

## Życiorys
Syn Jana, brat Stanisława. Od 1937 członek KZMP, podczas okupacji członek Koła Przyjaciół ZSRR, a od 1942 PPR i GL. Brał udział w wielu akcjach sabotażowych na niemieckie urzędy gminne, akcjach kolejowych (niszczenia torów i wykolejania pociągów towarowych i wojskowych jadących na front wschodni) i w likwidowaniu niemieckich konfidentów. Początkowo był łącznikiem w oddziale GL Józefa Magi "Marcina", potem łącznikiem przy Komitecie Okręgowym (KO) PPR, kontaktując ze sobą oddziały partyzanckie GL i organizacje PPR z terenu Chrzanowa i Zaolzia. Po wyzwoleniu tych terenów, w lutym 1945 został instruktorem, później II sekretarzem Komitetu Miejskiego (KM) PPR w Bielsku. 1946–1947 pracował w Wojewódzkim Urzędzie Bezpieczeństwa Publicznego w Krakowie, 1947–1951 dyrektor fabryki dziewiarskiej w Dylakach, 1951–1954 II sekretarz KM PZPR w Cieszynie i I sekretarz KM PZPR w Bielsku. Od 1954 na studiach w Wyższej Szkole Partyjnej w Warszawie. Zmarł po krótkiej chorobie w sanatorium w Bystrej. 

## Odznaczenia
- Krzyż Oficerski Orderu Odrodzenia Polski
- Srebrny Krzyż Zasługi (1951)[1].